# Andros
Andros hay Andro (tiếng Hy Lạp: Άνδρος, phát âm [ˈanðros]) là đảo cực bắc của nhóm đảo Cyclades tại Hy Lạp, xấp xỉ 10 km (6 mi) về phía đông nam Euboea, và cách khoảng 3 km (2 mi) về phía bắc của Tinos. Đảo dài gần 40 km (25 mi), và bề rộng lớn nhất là 16 km (10 mi). Bề mặt của đảo chủ yếu là đồi núi, với các thung lũng màu mỡ và được tưới tiêu tốt. Diện tích đảo là 380 km2 (147 dặm vuông Anh). Các thị trấn lớn nhất là Andros, Gávrio, Bátsi và Órmos Korthíou.
Hòn đảo nổi tiếng với suối Sariza tại Apoikia nơi mà nước chảy ra từ một nơi giống như đầu sư tử. Palaeopolis, thủ phủ cổ đại, được xây dựng trên một sườn đồi dốc, và đê chắn sóng tại cảng của nó vẫn có thể nhìn thấy bên dưới mặt nước.

## Hành chính
Andros là một đơn vị thuộc vùng riền biệt của vùng Nam Aegea, và chỉ bao gồm một khu tự quản. Theo cải cách chính quyền Kallikratis vào năm 2011, đơn vị thuộc vùng Andros được tách ra từ quận Cyclades trước đây. Cũng trong cải cách này, khu tự quản Andros được tạo thành từ 3 khu tự quản cũ:

- Andros (thị trấn)
- Korthio
- Ydrousa

## Dân cư
Thủ phủ Andros nằm ở bờ biển phía đông, có khoảng 2.000 cư dân vào năm 1900. Đảo là nơi sinh sống của 18.000 cư dân vào năm 1900. Điều tra vào năm 1991 cho thấy đảo có 8.781 cư dân, còn theo cuộc điều tra cuối cùng vào năm 2001, thị trấn Andros có 1.508 cư dân, và số dân trên đảo là 10.009 người.

## Các khu dân cư
| - Aladinon - Apoikia - Ammolochos - Andros (Chora) - Ano Aprovato - Ano Gavrio - Arnas - Batsi - Epano Fellos - Gavrio - Kalyvari | - Kaparia - Katakilo - Kipri - Kochylos - Lamira - Livadia - Makrotantalo - Mermingies - Mesaria - Ormos Korthiou - Palaiokastro | - Palaiopolis - Piso Meria - Pitrofos - Sineti - Stenies - Varidio - Vitalio - Vouni - Vourkoti - Ypsilou - Zaganiaris - Strapouries |